# Peniagone islandica
Peniagone islandica is een zeekomkommer uit de familie Elpidiidae.
De wetenschappelijke naam van de soort werd in 1930 gepubliceerd door Elisabeth Deichmann.